# Liste der Monuments historiques in Sauvagny
Die Liste der Monuments historiques in Sauvagny führt die Monuments historiques in der französischen Gemeinde Sauvagny auf.

## Liste der Bauwerke
| Bezeichnung            | Beschreibung                           | Standort | Kennzeichnung | Schutzstatus | Datum | Bild           |
| ---------------------- | -------------------------------------- | -------- | ------------- | ------------ | ----- | -------------- |
| Kirche St-Germain      | Erbaut im 12. Jahrhundert              | (Lage)   | PA00093297    | Classé       | 1930  | weitere Bilder |
| Château de la Vareinne | Schloss, erbaut ab dem 14. Jahrhundert |          | PA03000072    | Inscrit      | 2023  |                |

## Liste der Objekte
| Bezeichnung               | Beschreibung                                 | Standort                        | Kennzeichnung | Schutzstatus | Datum | Bild |
| ------------------------- | -------------------------------------------- | ------------------------------- | ------------- | ------------ | ----- | ---- |
| Skulptur Madonna mit Kind | Holz, polychrom gefasst, 15. Jahrhundert (?) | in der Kirche St-Germain (Lage) | PM03000662    | Classé       | 1997  |      |
| Glocke                    | Bronze, 15. Jahrhundert                      | in der Kirche St-Germain (Lage) | PM03000485    | Classé       | 1943  |      |